# Samouprava
Samouprava ali avtonomija (iz grščine αυτονομία, autonomía = ki si daje sam zakone) pomeni pravico do samostojnega upravljanja določenega ozemlja znotraj neke države, na primer pravica narodne manjšine, da sama odloča o določenih stvareh, ki zadevajo njo samo.

## Popolna avtonomija
Ozemlje, ki uživa popolno avtonomijo, je notranjepolitično povsem samostojna, v zunanji politiki pa jo zastopa država, znotraj katere se nahaja. 
Primeri popolne avtonomije:
- Kurdistan (Irak)
- Grenlandija in Ferski otoki (Danska)
- številne republike v Rusiji
- Vojvodina v Srbiji

## Delna avtonomija
Ozemlja, ki so deležna delne avtonomije, nimajo popolne notranjepolitične samostojnosti. Samostojno se lahko odločajo le o določenih zadevah. Primer je Alzacija v Franciji.